# Harald Röbbeling
Harald Röbbeling (* 11. Oktober 1905 in Mannheim; † 1989) war ein deutscher Drehbuchautor und Filmregisseur.

## Leben und Wirken
Der Sohn des Bühnenschauspielers, Theaterintendanten und einstigen Burgtheater-Direktors Hermann Röbbeling, hatte sich Ende der 1920er Jahre der avantgardistischen Theaterszene angeschlossen und erhielt von seinem Vater, von dem der er das Regiehandwerk erlernte und der Anfang der 1930er Jahre die Vereinigten Schauspielbühnen Hamburg leitete, die Möglichkeit, am Thalia-Theater kurzzeitig als Oberspielleiter (Regisseur) zu arbeiten. Röbbeling junior verlor vorübergehend das Interesse am Theater und wandte sich aus finanziellen Gründen im Dritten Reich dem Film zu. Seit 1935 ist er in unregelmäßigen Abständen (meist in Zusammenarbeit mit Kollegen) als Drehbuchautor nachzuweisen.
Seine wichtigste Schaffensphase erlebte Harald Röbbeling in der frühen Nachkriegszeit, als er in Wien einige zum Teil recht ungewöhnliche und umstrittene, da kontroverse und nicht dem Unterhaltungs-Mainstream zuzuordnende Filme inszenierte. Noch vor dem konventionellen Revuefilm Fregola mit Marika Rökk in ihrer ersten Nachkriegsfilmrolle (1948) versuchte Harald Röbbeling besonders mit Zyankali neue Filmwege zu beschreiten. Der 1947 gedrehte Streifen entwarf ein grimmiges Bild von der frühen Nachkriegszeit in Österreich, in der ein skrupelloser Forscher erst einen Rauschgifthändler beraubt, um mit dessen Geld ein Heilserum zu entwickeln, und anschließend einen Mord begeht, ehe er sich mit dem titelgebenden Zyankali selbst richtet. Beeinflusst war dieser von der Kritik weitgehend abgelehnte Streifen vom Film noir Hollywoods der Kriegs- und frühen Nachkriegsjahre sowie vom italienischen Neorealismus.
Röbbelings zweites Werk des Jahres 1948, der derbe Bauernschwank Die Verjüngungskur, wurde von der heimischen Kritik regelrecht verrissen und später sogar in einiges Gebieten Österreichs mit Aufführungsverbot belegt. Die „Österreichische Film und Kino Zeitung“ sprach in ihrer Ausgabe vom 14. August 1948 auf Seite 6 von einer Gefahr für den Ruf der österreichischen Filmproduktion, da der Film „indiskutable Unzulänglichkeiten“ in Bild, Ton und auf technischem Niveau besäße, das Drehbuch primitiv und das Gesamtwerk stellenweise ordinär und unappetitlich sei. Bei einer Aufführung im Mai 1948 in Innsbruck kam es bei katholischen Jugendlichen unter den Zuschauern zu lautstarken Protesten, da der Streifen das Bauerntum beleidigen würde.
Darüber hinaus verdienen vor allem die Filme Asphalt, angekündigt als ein „avantgardistisches Experiment mit sozialem Engagement“, und das mit sparsamsten Mitteln und überwiegend arbeitslosen Schauspielern im Sommer 1951 in Hamburg gedrehte und auf Röbbelings eigene Kosten und in eigener Produktion hergestellte Zeit- und Glaubensdrama Der Weg zu Dir Beachtung -- zwei Filme, „die beide an neorealistische Vorbilder anknüpften“. Diesen ambitionierten Inszenierungen waren weder ein künstlerischer noch ein kommerzieller Erfolg beschieden. Basierend auf Polizeiberichten und Akten der Fürsorge erzählt „Asphalt“ in fünf Reportagen von Jugendlichen, die im Wien der frühen Nachkriegszeit verkommen. Diese Geschichten besaßen neben dem aufklärerischen Aspekt auch den einer Mahnung, sich mehr um die verwahrloste Nachkriegsjugend zu kümmern. Trotz seiner Ambition wurde auch „Asphalt“ schlecht besprochen. Die Gewerkschaftszeitschrift „Der jugendliche Arbeiter“ beispielsweise nannte den Streifen „mit Ausnahme der Photographie beschämend mißraten“, die Wiener Filmrevue sah in „Asphalt“ einen „Schundfilm“ und eine „gewissenlose Spekulation“ und nannte als Fazit: „Für Österreich ist er zu unmoralisch.“
1952 kehrte Röbbeling mit dem zeitkritischen Bühnenstück Die goldenen Jahre kurzzeitig zum Theater zurück. Nachdem auch seine folgende Filminszenierung Nur nicht aufregen weitgehend unbeachtet blieb und er im Dezember 1953 nach nur sechs Tagen Direktion mit seinem zur „Broadwaybühne“ umbenannten Wiener Bürgertheater spektakulär gescheitert war, ging Röbbeling kurzzeitig in die DDR. Hier ließ man ihn zwischen Februar und August 1955 für die DEFA insgesamt 17 etwa achtminütige Kurzfilme der Stacheltier-Produktion drehen. Röbbeling lernte dort die DEFA-Produktionsleiterin Charlotte Herwig kennen, die er wenig später heiraten sollte. Beide gingen kurz darauf zurück in den Westen, wo seine Gattin als Charlotte Röbbeling eine in München beheimatete, eigene, winzige Produktionsfirma namens Colibri-Film aufbaute, die sich ausschließlich auf die Herstellung der letzten Filme (1957 bis 1959) ihres Mannes konzentrierte. Nach einem letzten abendfüllenden Spielfilm, der Edelschnulze Ein Herz braucht Liebe, der kaum mehr Beachtung fand und laut mancher Kritik erneut Röbbelings mangelndes Regietalent offenbarte, beendete der mittlerweile in Hamburg ansässige Harald Röbbeling seine Kinotätigkeit. Über seine verbleibenden drei Lebensjahrzehnte ist kaum etwas bekannt.

## Filmografie
als Regisseur oder/und Drehbuchautor
- 1935: Künstlerliebe
- 1936: Martha
- 1936: Kinderarzt Dr. Engel
- 1937: Der glückliche Finder (Kurzfilm)
- 1938: Hochzeitsnacht (Kurzfilm)
- 1939: Das Stilett (Kurzfilm)
- 1943: Ein schöner Tag
- 1948: Anni
- 1948: Die Verjüngungskur
- 1948: Zyankali
- 1948: Fregola
- 1951: Die Minderjährigen (Asphalt)
- 1952: Der Weg zu Dir (auch Produktion)
- 1953: Nur nicht aufregen
- 1954: Die Räuber (Kurzfilm)
- 1955: Das Stacheltier: Es geht um die Wurst (Kurzfilm)
- 1955: Das Stacheltier: Hoch die Tassen (Kurzfilm)
- 1955: Prost Mahlzeit (Stacheltier-Kurzfilm)
- 1955: Das Wartehäuschen (Stacheltier-Kurzfilm)
- 1955: Der arme Jonathan (Stacheltier-Kurzfilm)
- 1955: Ins Wasser gefallen (Stacheltier-Kurzfilm)
- 1955: Immertreu (Stacheltier-Kurzfilm)
- 1955: Schreck in der Morgenstunde (Stacheltier-Kurzfilm)
- 1955: Die gute alte Zeit (Stacheltier-Kurzfilm, auch Regie)
- 1957: Bärbels Geburtstag (Kurzdokumentarfilm)
- 1958: Die neue Heimat (Kurzdokumentarfilm)
- 1958: Alt-Heidelberg, du Feine… (Kurzdokumentarfilm)
- 1958: Tierkinder im Zoo (Kurzdokumentarfilm)
- 1958: Nur ein Hund (Kurzdokumentarfilm)
- 1958: Zeugen der Vergangenheit (Kurzdokumentarfilm)
- 1960: Ein Herz braucht Liebe